# Тип 97 (противотанковое ружьё)
Тип 97 — японское противотанковое ружьё времён Второй мировой войны, разработанное на основе авиационной пушки. Обозначение связано с годом принятия на вооружения — 1937 (2597 по традиционному японскому календарю).

## Описание
«Тип 97» использует газоотводную автоматику с двумя газовыми поршнями. Затвор запирается в хвостовике ствола перемещающимся в вертикальной плоскости специальным клином. Стрельба ведётся с открытого затвора. Возможна стрельба очередями. Коробчатые магазины на 7 патронов примыкались сверху. Как и в некоторых других противотанковых ружьях (например, в английском Boys или в немецком PzB-38), применена своеобразная лафетная схема, когда ствол со ствольной коробкой после выстрела откатываются назад относительно остального корпуса. При этом сжимается пружинный буфер, благодаря чему отдача уменьшается примерно на 60 %. Однако этого всё равно оказалось недостаточно: среди стрелков были часты случаи перелома ключицы.
Из-за значительной массы оружия, составлявшей 68 кг с полным боекомплектом и бронещитом, для переноски использовались специальные съёмные рукоятки, позволявшие перемещать «Тип 97» втроём или вчетвером наподобие носилок.
Под прямым углом бронебойная пуля, выпущенная из «Типа 97», пробивает 30 мм брони на дальности 250 м (по другим данным только на дальности 100 м). Это позволяло японским солдатам достаточно эффективно поражать легкобронированную технику СССР и США, однако было недостаточным для уничтожения средних танков, например M4 Sherman. Для борьбы с живой силой использовались осколочно-фугасные боеприпасы.
Стрельба ведётся с регулируемых по высоте сошек и упора под прикладом. Приклад имел резиновый затыльник-амортизатор, наплечник и щёку.
Дополнительно на оружие могут устанавливаться бронещиток, и легкий колесный лафет (общий вес системы в таком случае составлял 68 килограмм) и оптический прицел.

## Боевое применение
Первое боевое применение противотанковых ружей Типа 97 восходит к началу Японо-китайской войны. Позже они использовались в боях против РККА у озера Хасан и на реке Халхин-Гол
В мае — августе 1942 года в ходе боевых действий на Соломоновых островах противотанковые ружья «Тип 97» применялись японскими армейскими подразделениями в качестве противодесантного средства, из них вели огонь по приближавшимся к берегу катерам с десантом.